# Sankt Pantaleon
St. Pantaleon is een gemeente in de Oostenrijkse deelstaat Opper-Oostenrijk, gelegen in het district Braunau (BR). De gemeente heeft ongeveer 3100 inwoners.

## Geografie
St. Pantaleon heeft een oppervlakte van 18 km². Het ligt in het middennoorden van het land. De grensgemeente heeft als westelijke gemeentegrens de bedding van de Salzach die op dat deel van zijn loop tevens de Oostenrijks-Duitse grens vormt.
Altheim · Aspach · Auerbach · Braunau am Inn · Burgkirchen · Eggelsberg · Feldkirchen bei Mattighofen · Franking · Geretsberg · Gilgenberg am Weilhart · Haigermoos · Handenberg · Helpfau-Uttendorf · Hochburg-Ach · Höhnhart · Jeging · Kirchberg bei Mattighofen · Lengau · Lochen am See · Maria Schmolln · Mattighofen · Mauerkirchen · Mining · Moosbach · Moosdorf · Munderfing · Neukirchen an der Enknach · Ostermiething · Palting · Perwang am Grabensee · Pfaffstätt · Pischelsdorf am Engelbach · Polling im Innkreis · Roßbach · St. Georgen am Fillmannsbach · St. Johann am Walde · St. Pantaleon · St. Peter am Hart · St. Radegund · St. Veit im Innkreis · Schalchen · Schwand im Innkreis · Tarsdorf · Treubach · Überackern · Weng im Innkreis